# Ulica Podwalna w Chełmie
Ulica Podwalna w Chełmie – jedna z historycznych ulic miasta Chełma, biegnąca częściowo w miejscu, w którym w przeszłości znajdowała się fosa i mury miejskie. 

## Przebieg
Ulica jest obecnie bardzo krótka i jej długość wynosi ok. 170 metrów. W przeszłości wydzielono z niej ulicę Gdańską. Obecnie łączy ona ul. Reformacką i ul. Gdańską, przecinając po drodze ul. Lubelską. Znajduje się ona po zachodniej stronie historycznego rynku. Przy ulicy znajduje się wejście do Muzeum Ziemi Chełmskiej. 
Przed II wojną światową u zbiegu ulicy Lubelskiej i Podwalnej utworzono nieistniejące obecnie wejście do Chełmskich Podziemi Kredowych. 

## Historia
Dokładny czas powstania drogi przebiegającej szlakiem dzisiejszej ulicy Podwalnej nie jest znany. Być może istniała tu pewnego rodzaju droga biegnąć wzdłuż murów miejskich i fosy, w czasie gdy te jeszcze istniały. W okolicy ulicy od XVI wieku zaczęło rozwijać się Przedmieście Lubelskie, a w kolejnym wieku pomiędzy Przedmieściem Lubelskim a Przedmieściem Brzeskim znajdującym się po północnej stronie grodu, rozwinęło się Przedmieście Podwale, które leżało prawdopodobnie w okolicach dzisiejszej ulicy Gdańskiej. Po zasypaniu fosy, które miało miejsce nie wcześniej niż pod koniec XVII wieku i rozbiórce murów na początku XIX wieku, ulica została poszerzona, a większość domów znajdujących się przy niej była w tym czasie murowana. W 1856 roku u zbiegu ulic Podwalnej i Reformackiej ufundowano Figurę Najświętszej Marii Panny. Pod koniec I wojny światowej z ulicy wydzielono jej południową część, nadając jej nazwę III maja. W czasie II wojny światowej ulica nazwana była ulicą Przejazdową (niem. Durchfahrtssstrasse). Przez cały czas swojego istnienia ulica stanowiła siedzibę wielu kramów i sklepów, co zmieniło się w latach powojennych, kiedy utraciła swój handlowy charakter. Po wojnie przywrócono jej nazwę na ul. Podwalną, a w 1950 r. zmieniono ją na ulicę Gdańską, a część nazwana ulicą III maja nazwano ulicą I maja. W 1993 roku ulicę I maja przemianowano na ulicę Podwalną.